# 취업 빙하기

OECD 국가의 청년실업률

취업 빙하기(일본어: 就職氷河期 しゅうしょくひょうがき[*])는 일본에서 어떤 정치적, 경제적인 원인으로 또는 경제적 장기 불황의 심화 등으로 구직난이 발생하거나, 또는 고학력화로 일자리와 구직자 간에 조건이 맞지 않아 미취직자가 나타나 장기화되는 것을 말한다. 대한민국의 취업 빙하기는 IMF 구제 금융 사태로 인해 1999년도 기업의 신규공채부터 시작해 약 10년간 신규공채가 극도로 줄어든 시기를 말한다. 그리스는 2010년 경제 위기 이후, 중국은 고학력자의 다수 생산과 현장간의 직업 미스매치 실패로 미취직자가 증가한 2003년을 전후한 기점 이후를 가리켜 취업 빙하기로 간주한다.
취업 빙하기의 특징으로는 실무형 인재를 채용, 신규자 보다는 경력자 우선 채용, 수습기간의 사실상 사문화, 프로그램과 기계 설비 보급으로 남성 보다 단가가 낮은 여성 노동자 및 장애인 노동자 고용률의 급격한 증가, 예산 및 원가 절감을 목표로 과도한 인원감축 및 1인에게 부과되는 업무 가중화, 야근 증가, 기업체와 기관에서의 신규자 기피현상, 파견직 아르바이트 및 파견직 일자리의 증가 등이 복합적으로 나타난다. 전 분야에서는 실무형 인재를 채용, 신규자 보다는 경력자 우선 채용, 수습기간의 사실상 사문화, 프로그램과 기계 설비 보급으로 남성 보다 단가가 낮은 여성 노동자 및 장애인 노동자 고용 선호, 사무직 계통에서는 원가 절감을 목표로 과도한 인원감축 및 1인에게 부과되는 업무 가중화, 야근 증가, 기업체와 기관에서의 신규자 채용 기피현상, 산업 현장에서는 파견직 아르바이트 및 파견직 일자리의 증가 등이 두드러진다. 그밖에 점심 시간을 근무 시간에서 제외하거나, 5분 이상 늦으면 일당 또는 임금에서 벌금으로 깎는 단기 일자리도 등장한다.
취업 빙하기가 장기화되면서 구직 의욕을 단념하는 청년층을 가리켜 일본에서는 사토리 세대(さとり世代), 달관 세대(達觀世代)로, 중국에서는 실락적 세대(失落的一代), 한국에서는 삼포세대, 88만원세대, 칠포세대 등으로 부른다. 이러한 용어들은 구직 포기, 취직 단념자들 외에 아르바이트, 프리터 등으로 생활하는 청년을 포괄하는 개념으로도 통용된다.

## 원인
- 산업현장에서 필요로 하는 수요 이상으로 고학력자들이 배출된 결과, 보다 양질의 일자리를 원하는 청년층과 실무 위주의 인재를 원하는 사용자 사이에 대립이 발생하였다. 그 결과 청년층은 보다 안정된 직장을 찾아 공무원 시험이나 공기업 채용, 교원 임용시험 등에 몰리게 된다. 공무원, 교원 시험의 경쟁률이 과도하게 높아지면서 장기간 미취직자도 등장하여 고시낭인, 고시폐인 등의 자조적 언어가 등장한다. 그러나 공무원 공채나 교원 임용시험의 장기화 및 탈락자 속출로, 어느정도 시간이 흐른 뒤에 고등학교와 대학교를 졸업한 청년층은 외국어를 익혀서 자국을 떠나는 청년 탈출, 청년 감소 현상이 나타난다.
- 학교에서의 교육이 암기 위주, 이론 위주의 교육으로 산업현장에서 원하는 것 및 해당 학과 학생들의 기대와 극심한 격차가 발생한다. 그 결과 취직 후 수개월 혹은 1,2년 이내의 이직률이 증가하고, 회사 내부에서의 내부마찰 및 부적응 현상 등도 증가한다. 따라서 일부러 유도퇴직, 유도퇴사를 의도적으로 하는 사례도 증가하고 있다.
- 취업 빙하기가 발생하기 수년 전의 신규 채용자들이 자신의 상상과 다르다, 혹은 인내심 부족, 정서적 문제 등으로 쉽게 이직하는 일이 장기간 발생하고 쌓여지면서, 신규자에 대한 기피 현상도 증가하였다.

## 문제점
취업 빙하기가 진행되는 과정에서는 미취직자, 무직자가 급증하는데 이는 생산성 감소 및 경기 침체 가속화, 생산성 감소, 소비 감소, 저출산 고령화, 만혼화, 미혼화 등의 원인이 된다. 이들 미취직자, 무직자들 중에는 구직 의욕 자체가 없는 니트족과 구직 의욕은 있으나 쉽게 일자리를 구하지 못하는 실업자 또는 실직자로 분류된다. 구직을 포기한 미취직자는 잠재적 사회불안 요인 및 반사회적 범죄의 우려가 있으며 모든 미취직자, 무직자를 사회부적응으로 규정할 수는 없으나, 이들 중에는 은둔형 사회부적응자가 되기도 한다. 신규자 고용 감소와 경력자 선호 등으로 중고령자의 재취업이 활성화되면서 경제 주체가 청년층에서 중고령자, 중장년층으로 옮겨갔으며 이는 소비감소 등의 다른 부작용도 유발되고 있다.
업무를 이해하지 못한 상태에서 취직했거나, 학교에서 가르친 현장 실무와는 동떨어진 이론 위주의 교육 및 경제적, 정서적 문제 등으로 취직 후 1년 안에 그만두거나 이직하는 사례가 증가한다. 또한 생산 현장에 맞지 않는 지나친 고학력 인력의 과잉 공급으로, 전공 분야로 취업했으나 현장에서 오래 근무한 이들과의 감정적 대립으로 쉽게 자퇴하거나 이직하는 일도 종종 발생한다. 그밖에 학교에서의 교육이 지나친 암기 강요 또는 암기 위주의 이론 교육에 치중했던 점 또한 학생과 신규 졸업자의 현장 진출을 어렵게 만드는 구조적 문제점의 하나로 지적된다.
취업 빙하기의 문제점으로 청년 구직자의 눈높이 문제가 지적된다. 그러나 학교에서 산업 현장의 수요에 맞는 인력을 양성하지 못하는 것과, 현장 수요에 맞지 않는 지나친 고학력화 및 대학교, 전문대, 대학원 등 고등 학력 기관의 남발로 학생 및 신규 졸업자의 일자리에 대한 기대도는 높아진 반면, 기업 현장에서는 즉시 투입될 수 있는 인물만을 선호하여 구직자와 구인자 간의 갈등의 양상도 띄고 있다. 즉시 현장 실무에 투입될 수 있는 인물을 가리켜 즉전인재라 한다. 한편 산업 현장에서는 신규자 실무 교육 시간이 없다는 이유로 방치하거나, 과도한 업무를 맡기거나 심리적 스트레스를 유발케 하여 의도적으로 그만두도록 만드는 유도퇴직 등의 현상도 등장하였다.

### 경제 침체 및 사회 전분야의 침체화, 폐쇄화
취업 빙하기가 장기화되어 졸업후 구직의 벽이 강화됨에 따라 청년층은 구직을 단념 혹은 보류하고, 공무원 시험이나 교원 임용시험, 대기업 입사 시험에 장기간 몰두한다. 이 기간 중의 생계와 식비는 모두 부모 혹은 다른 가족이 부담한다. 이들을 가리켜 고시낭인이라 부른다. 선배 세대의 구직난을 보고 오스트레일리아와 뉴질랜드, 이탈리아 등에서는 외국어를 습득하여 이민가는 사례도 증가한다. 이는 개발도상국 혹은 제3세계의 국가들이 생계를 위해, 선진국으로 갔던 노동이주, 단기 노동이민의 사례와 비슷하지만 이들 노동이주자, 노동이민자들은 국가의 채권을 담보로 이민을 갔거나, 혹은 가족 부양을 목적으로 외국에 노동자로 있으면서 월급을 송금하거나, 일정기간 선진국에 체류하여 일정 금액을 모아 귀국한다. 그러나 선배 세대의 구직난으로 이민한 새로운 형태의 이민자들은 자신의 월급을 고향으로 송금하지 않고, 귀국을 거부하거나 현지국가에 그대로 정착, 귀화한다는 점에서 20세기 초의 생계형 이주노동자들과는 다소 다르다.
교통, 제조품 구매, 스포츠, 여행, 패션, 자동차 등의 구매 저하 및 소비 저하로 다양한 산업이 침체를 겪게 되고, 이는 생산현장의 인건비 절감, 고용 감축 및 해고로 이어져 악순환이 반복된다. 수요 감소와 소비 감소는 기업체의 매출 감소로 나타나고 각 산업분야와 서비스에서는 젊은 세대를 위해서 마케팅을 해 봤자 물건이 팔리지 않는다고 보고 젊은층에 대한 마케팅 자체를 포기한다. 각종 소비의 주도층은 청년층에서 노인층에게로 옮겨가며, 사회, 정치에 대한 청년층의 냉소와 무관심으로 정치권은 기성세대와 노인들 위주로 편성된다.
경제적 문제로 심리적, 정서적으로 위축되거나 반감, 열등감 등을 느끼면서 개인주의화 또는 공격적 성향이 두드러지게 증가한다. 기존의 성별 역할 강요가 사라지지 않은 사회에서는, 상대방에 대한 조건 혹은 상대방 집안을 통해 가난을 극복하려는 심리가 강화되어 미혼, 만혼화를 거쳐 비혼화 현상이 등장한다. 결혼과 연애를 포기하는 초식남, 절식남 등의 남성이 등장한다. 이는 보통 청년 남성들에 대한 사회적, 경제적 압력이 가해진 후, 초창기에는 기존의 성별 역할 때문에 괴로워하거나 낙오되는 남성들이 나타난다. 그러나 구직난과 경제 불황이 어느 정도 시간이 경과하면서, 선배 세대 남성들의 처지를 보고 스스로 연애와 결혼을 단념하거나, 연애와 결혼을 정신적 노동, 스트레스, 상대방의 비위를 맞춰야 하는 고역 등으로 생각하고 자발적으로 결혼, 연애를 단념하는 청년 남성등도 증가한다.
반대로 여성은 사회적, 경제적 지위가 향상됨에 따라 원하지 않는 남성과 연애 또는 결혼해야 할 당위성을 찾지 못해 자발적으로 독신화를 선택하게 된다. 그밖에 여성의 또래 문화와 주변의 간섭과 개입 역시 연애, 결혼을 주저하게 만드는 장벽으로 작용한다. 취업 빙하기 이전에 여성들의 사회적 진출은 각종 정책과 홍보로 어느정도 활발해졌으며, 따라서 일부 남성들은 여성을 경쟁자 내지는 타인으로 생각하게 되었다. 남성에게 가해지는 기존의 성별 역할의 강요에 많은 남성들이 미끄러지고 탈락하다가, 어느 시점에서는 자발적으로 포기하는 일이 급증하면서 다른 것에 몰두한다. 결혼, 연애를 단념한 청년 남성들은 자신들의 취미생활, 애완동물에 투자하거나 게임, 인터넷 등 한가지에 몰입하는 것으로 성욕을 해소, 배설한다.
미혼, 비혼, 만혼화는 시간이 흐르면서 점차 세대도 바뀌고, 가치관도 변하고, 2000년대 이후 컴퓨터와 인터넷의 보급으로 해외의 사례를 목격하는 일도 등장하면서 점차 가치관의 변화와 맞물려 벌어진다. 반대로 내일에 희망이 없다는 생각으로 스스로 체념하게 되는 일도 증가한다.

## 기타
- 전근대사회 이전에 남성들만의 전유물로 여겨지던 3D 업종 및 각종 건축 공사 현장에서도 기계설비의 보급으로 버튼 조작 혹은 조이스틱형식의 버튼 조작, 리모콘형 작동 보급 등으로 여성, 장애인도 3D 업종에 진출하게 되면서 여성, 장애인 등의 고용을 촉진시켰다. 그러나 기계와 도구, 버튼, 리모콘 등의 도구로 조작하게 되면서 3D 업종의 노동 역시 육체적 노동의 강도가 낮아졌고, 근로 인원 축소 및 전통적으로 남성의 영역만으로 여겨지던 3D 업종 및 건설 현장에 여성과 장애인들의 진출이 확산되면서 3D 업종에서도 일자리 경쟁이 심화되었다.
- 한국의 경우, 1960년대 이후 여성 인력 개발을 목적으로 사무직 계통에 여성을 취업시켰으며, 고등학교에서는 상업계, 실업계 고등학교가 등장하여 주산, 부기, 타자, 글씨, 서류 작성 등의 사무기술을 가르치는 고등학교 및 직업전문학교가 등장하였다. 사무기술을 가르치던 실업계고교 혹은 상업계고교, 직업전문학교의 상업계의 주산, 부기, 정보처리, 상업 등의 학과를 졸업한 여성은 보통 중산층 이상 가정의 딸들이었다. 반대로 남성에게는 건축, 전기, 토목, 설비 등의 기술을 가르치는 공업고등학교와 공업계 직업전문학교가 권장되었다.
- 70년대 이후 고등학교 졸업 여성 혹은 중학교 졸업 여성의 각종 공장 및 산업현장 진출이 시작되었으며, 수출 산업 장려의 목적하에 여성의 산업현장 진출이 적극 장려되었다. 이 시기의 여성 취업은 주로 봉제회사, 가발회사, 텔레비전과 라디오 등의 부품을 조립하는 전자제품 회사, 돼지고기, 닭고기, 소고기 등을 다루는 식품회사였으며, 주로 농촌과 공업도시의 형제 많은 빈민가정의 딸들이 입사하였다. 1997년~1998년의 IMF 구제 금융 사태 이후에는 자녀 교육 및 생계형 맞벌이 목적의 중장년 여성의 3D 업종 진출이 확산되었다.

## 같이 보기
- 버블 세대
- 대한민국의 IMF 구제금융 요청